# Bogumił Westwański
Bogumił Westwański (ur. 22 marca 1944, zm. 14 listopada 2020) – polski fizyk, prof. dr. hab.

## Życiorys
Obronił pracę doktorską, następnie uzyskał stopień doktora habilitowanego. 12 czerwca 1997 nadano mu tytuł profesora w zakresie nauk fizycznych. Został zatrudniony na stanowisku profesora nadzwyczajnego w Instytucie Fizyki im. Augusta Chełkowskiego na Wydziale Matematyki, Fizyki i Chemii Uniwersytetu Śląskiego w Katowicach.